# Pierzchnica
Pierzchnica è un comune rurale polacco del distretto di Kielce, nel voivodato della Santacroce.
Ricopre una superficie di 104,59 km² e nel 2006 contava 4 778 abitanti.